# Горлач Микола Іванович
Микола Іванович Горлач (21 травня 1923, село Григорівка Дмитрівського, нині Бахмацького району Чернігівської області — 21 березня 2017) — дослідник історії профспілкового руху в Україні; соціолог, політолог.
Учасник німецько-радянської війни, нагороджений двома медалями «За бойові заслуги».
Після навчання 1947–53 на історичному факультеті Київського державного університету перебував на партійній, редакторській та профспілковій роботі.
З вересня 1960 — відповідальний секретар редакції УІЖу. 1962–64 — м.н.с. відділу історії соціалістичного та комуністичного будівництва Інституту історії АН УРСР.
Доктор історичних наук (1967), професор (1970).
- 1983–98 — професор кафедри соціології і політології Харківського педагогічного університету імені Григорія Сковороди;
- від 1998 — професор кафедри філософії Харківського університету Повітряних Сил імені Івана Кожедуба.

Досліджував проблеми розвитку суспільно-політичної думки в Україні.

## Твори
1960—1970
- Розвиток творчої ініціативи робітничого класу України в період наступу соціалізму по всьому фронту // УІЖ. — 1960. — № 6.
- Профспілки Радянської України в боротьбі за соціалістичну індустріалізацію країни (1926—1929 рр.) // УІЖ. — 1960. — № 1.
- «Профспілки Радянської України в період наступу соціалізму по всьому фронту (1928—1932)» // Канд. дис., 1962
- Профспілки України в 1925—1937 рр. К., 1966

Избранное
- Смысл жизни: Размышления о человеке. Х., 2001
- Избранное: В 4-х т. Х., 2004.

1980—2015
- Нации и национальные отношения. К., 1986
- Соціологія. К.; Х., 1998 (співавт.)
- Політологія: наука про політику: підручник для вищої школи / В. П. Андрущенко [та ін.] ; ред.: В. Г. Кремень, М. І. Горлач ; М-во освіти і науки України. — 4-те вид., випр. та доп. — Київ ; Харків: Єдиноріг, 2002. — 640 с. ; 21 см — ISBN 966-7333-36-1 (в тв. опр.)
- Політологія: наука про політику: підручник для студ. вищ. навч. закладів / М. І. Горлач, В. Г. Кремень ; [М-во освіти і науки України]. — Київ: Центр учбової літератури, 2009. — 840 с. ; 20 см — ISBN 978-966-364-836-1 (в тв. опр.)
- Соціальна філософія: короткий енциклопедичний словник / ред.: В. П. Андрущенко, М. І. Горлач. — 2-ге вид., випр. й доп. — Київ ; Харків: Рубікон, 1997. — 398 с. ; 22 см — ISBN 966-7152-05-7 (в тв. пер.)
- Історія філософії: підручник для вищої школи / В. Г. Кремень [та ін.] ; М-во освіти і науки України. — 2-ге вид., перероб. — Харків: Прапор, 2003. — 768 с. ; 21 см — ISBN 966-7880-62-1 (в тв. обкл.)
- Філософія: підручник для вищої школи / В. С. Афанасенко [та ін.] ; ред.: В. Г. Кремень, М. І. Горлач. — 3-тє вид., перероб. та доп. — Харків: Прапор, 2004. — 736 с. ; 22 см — ISBN 966-7880-70-2 (в тв. обкл.)
- Основи філософських знань: філософія, логіка, етика, естетика, релігієзнавство: підручник для студ. вищ. навч. закладів / М. І. Горлач та ін. ; [М-во освіти і науки України]. — К. : Центр учбової літератури, 2008. — 1028 с. ; 20 см — ISBN 978-966-364-726-5 (в тв. опр.)